# Punxa Goshen
La punxa Goshen és una punxa lítica paleoamericana de forma lanceolada i de grandària mitjana, amb una base recta o còncava. Mostra com a característica descamació fina.
La punxa va rebre el nom en 1988 per George C. Frison després del descobriment de les mostres en el complex Hell Gap al sud-est de Wyoming. La punxa és anomenada així per la proximitat al Comtat de Goshen (Wyoming).

## Jaciment de Mill Iron
Ell jaciment de Mill Iron, situat al comtat de Carter, Montana i descobert en 1979, és un lloc que pertany a l'anomenat complex Goshen. El lloc va ser excavat entre 1984 i el 1988. L'excavació també va ser dirigida per George C. Frison. Es van trobar 31 punxes Goshen completes i trencades. 11 d'aquestes punxes van ser trobades a l'àrea del campament, 12 estaven al lloc de processament de carn, i 7 a la superfície. Aquest lloc de processament de carn es pensa que no és el lloc de la matança perquè hi havia una pila (4,5 metres de diàmetre) dels ossos de bisons individuals i altres parts organitzades de les carcasses. Es creu que una gran punxa Goshen trobada en el lloc de processament de carn era usada per a ofrenes rituals en comptes d'arma per a matar animals. Això és a causa de la punta curosament arrodonida, quan es fa servir la punta típicament afilada. S'hi van descobrir moltes altres fulles lítiques al lloc Mill Iron, a més de les punxes Goshen.

## Complex Goshen
El complex Goshen, que es distingeix per les punxes Goshen, és similar al complex Plainview. El complex Goshen, que data entre el 9000 i el 8800 aC, va tenir lloc entre la cultura Clovis i la cultura Folsom. El complex Goshen fou reconegut per primer cop al jaciment Hell Gap en la dècada de 1960.